# Cophixalus hosmeri
Cophixalus hosmeri är en groddjursart som beskrevs av Richard G. Zweifel 1985. Cophixalus hosmeri ingår i släktet Cophixalus och familjen Microhylidae. IUCN kategoriserar arten globalt som livskraftig. Inga underarter finns listade i Catalogue of Life.